# 1. Fußball-Club Nürnberg Verein für Leibesübungen 2012-2013
Questa voce raccoglie le informazioni riguardanti lo  1. Fußball-Club Nürnberg Verein für Leibesübungen  nelle competizioni ufficiali della stagione calcistica 2012-2013.

## Stagione
Nella stagione 2012-2013 il Norimberga, allenato da Michael Wiesinger, concluse il campionato di Bundesliga al 10º posto. In coppa di Germania il Norimberga fu eliminato al primo turno dall'Havelse.

## Rosa
| N. |                        | Ruolo | Calciatore          |
| -- | ---------------------- | ----- | ------------------- |
| 36 | Germania (bandiera)    | P     | Max Nawe            |
| 22 | Rep. Ceca (bandiera)   | P     | Patrick Rakovsky    |
| 1  | Germania (bandiera)    | P     | Raphael Schäfer     |
| 30 | Germania (bandiera)    | P     | Alexander Stephan   |
| 37 | Germania (bandiera)    | P     | Benjamin Uphoff     |
| 26 | Stati Uniti (bandiera) | D     | Timothy Chandler    |
| 24 | Germania (bandiera)    | D     | Berkay Dabanlı      |
| 23 | Rep. Ceca (bandiera)   | D     | Adam Hloušek        |
| 15 | Svizzera (bandiera)    | D     | Timm Klose          |
| 19 | Germania (bandiera)    | D     | Noah Korczowski     |
| 4  | Brasile (bandiera)     | D     | Marcos António      |
| 3  | Svezia (bandiera)      | D     | Per Nilsson         |
| 25 | Argentina (bandiera)   | D     | Javier Pinola       |
| 21 | Germania (bandiera)    | D     | Marvin Plattenhardt |
| 5  | Germania (bandiera)    | C     | Hanno Balitsch      |

| N. |                       | Ruolo | Calciatore        |
| -- | --------------------- | ----- | ----------------- |
| 7  | Germania (bandiera)   | C     | Markus Feulner    |
| 17 | Germania (bandiera)   | C     | Mike Frantz       |
| 16 | Germania (bandiera)   | C     | Sebastian Gärtner |
| 10 | Germania (bandiera)   | C     | Timo Gebhart      |
| 20 | Austria (bandiera)    | C     | Muhammed Ildiz    |
| 28 | Giappone (bandiera)   | C     | Mū Kanazaki       |
| 13 | Giappone (bandiera)   | C     | Hiroshi Kiyotake  |
| 27 | Germania (bandiera)   | C     | Markus Mendler    |
| 2  | Belgio (bandiera)     | C     | Timmy Simons      |
| 39 | Germania (bandiera)   | C     | Niklas Stark      |
| 33 | Germania (bandiera)   | A     | Alexander Esswein |
| 14 | Slovacchia (bandiera) | A     | Róbert Mak        |
| 29 | Germania (bandiera)   | A     | Roussel Ngankam   |
| 9  | Rep. Ceca (bandiera)  | A     | Tomáš Pekhart     |
| 8  | Germania (bandiera)   | A     | Sebastian Polter  |

## Organigramma societario
Area tecnica
- Allenatore: Michael Wiesinger
- Allenatore in seconda: Armin Reutershahn
- Preparatore dei portieri: Adam Matysek
- Preparatori atletici: Günter Jonczyk

## Risultati

### Bundesliga

#### Girone di andata
| Arbitro: | Fritz |

|  |           |              |
|  | Marcatori | 68’ Balitsch |

| Arbitro: | Welz |

|             |           |                    |
| Pekhart 31’ | Marcatori | 40’ Błaszczykowski |

| Arbitro: | Dingert |

|                       |           |                                   |
| de Jong 45’ Xhaka 53’ | Marcatori | 17’ Klose 26’ Simons 55’ Kiyotake |

| Arbitro: | Zwayer |

|            |           |                     |
| Polter 76’ | Marcatori | 25’ Hoffer 60’ Inui |

| Arbitro: | Siebert |

|                                      |           |              |
| Stindl 21’ Huszti 29’ Konan 52’, 64’ | Marcatori | 73’ Chandler |

| Arbitro: | Meyer |

|  |           |                        |
|  | Marcatori | 1’ Ibišević 75’ Harnik |

| Arbitro: | Weiner |

|                                                 |           |  |
| Makiadi 36’ Caligiuri 90’ (rig.) Terrazzino 90’ | Marcatori |  |

| Norimberga 21 ottobre 2012, ore 15:30 CEST 8ª giornata | Norimberga | 0 – 0 referto | Augusta | Stadion Nürnberg (40 171 spett.)\| Arbitro: \| Stark \| |
| Arbitro:                                               | Stark      |               |         |                                                         |

| Arbitro: | Kircher |

|            |           |  |
| Farfán 77’ | Marcatori |  |

| Arbitro: | Dingert |

|             |           |  |
| Gebhart 76’ | Marcatori |  |

| Arbitro: | Kinhöfer |

|                           |           |             |
| Müller 12’ Ivanschitz 21’ | Marcatori | 40’ Nilsson |

| Arbitro: | Gräfe |

|             |           |              |
| Feulner 46’ | Marcatori | 3’ Mandžukić |

| Fürth 24 novembre 2012, ore 15:30 CET 13ª giornata | Greuther Fürth | 0 – 0 referto | Norimberga | Trolli Arena (18 000 spett.)\| Arbitro: \| Brych \| |
| Arbitro:                                           | Brych          |               |            |                                                     |

| Arbitro: | Drees |

|                                         |           |                                     |
| Kiyotake 6’, 86’ Nilsson 43’ Polter 69’ | Marcatori | 33’ Schipplock 81’ (rig.) Salihović |

| Arbitro: | Schmidt |

|              |           |  |
| Kießling 37’ | Marcatori |  |

| Arbitro: | Fritz |

|                        |           |  |
| Polter 27’ Feulner 90’ | Marcatori |  |

| Arbitro: | Gräfe |

|              |           |             |
| Petersen 88’ | Marcatori | 82’ Gebhart |

#### Girone di ritorno
| Arbitro: | Welz |

|             |           |             |
| Pekhart 75’ | Marcatori | 70’ Rudņevs |

| Arbitro: | Weiner |

|                                                |           |  |
| Błaszczykowski 18’ (rig.), 21’ Lewandowski 88’ | Marcatori |  |

| Arbitro: | Meyer |

|                              |           |              |
| Simons 4’ (rig.) Pekhart 30’ | Marcatori | 58’ Herrmann |

| Francoforte sul Meno 9 febbraio 2013, ore 15:30 CET 21ª giornata | Eintracht Francoforte | 0 – 0 referto | Norimberga | Commerzbank-Arena (45 400 spett.)\| Arbitro: \| Dingert \| |
| Arbitro:                                                         | Dingert               |               |            |                                                            |

| Arbitro: | Kinhöfer |

|                      |           |                      |
| Klose 53’ Polter 90’ | Marcatori | 41’ Huszti 68’ Konan |

| Arbitro: | Stieler |

|            |           |             |
| Traoré 51’ | Marcatori | 77’ Feulner |

| Arbitro: | Zwayer |

|                   |           |            |
| Simons 33’ (rig.) | Marcatori | 83’ Schmid |

| Arbitro: | Perl |

|                    |           |                          |
| Schäfer 36’ (aut.) | Marcatori | 21’ Kiyotake 54’ Esswein |

| Arbitro: | Drees |

|                                    |           |  |
| Feulner 31’ Esswein 69’ Frantz 87’ | Marcatori |  |

| Arbitro: | Kinhöfer |

|                   |           |                        |
| Diego 3’ Olić 27’ | Marcatori | 61’ Simons 66’ Nilsson |

| Arbitro: | Stieler |

|                  |           |            |
| Nilsson 54’, 69’ | Marcatori | 60’ Müller |

| Arbitro: | Weiner |

|                                              |           |  |
| Boateng 5’ Gómez 17’ Rafinha 24’ Shaqiri 56’ | Marcatori |  |

| Arbitro: | Gräfe |

|  |           |          |
|  | Marcatori | 27’ Geis |

| Arbitro: | Schmidt |

|                        |           |                   |
| Weis 11’ Salihović 19’ | Marcatori | 58’ (rig.) Simons |

| Arbitro: | Welz |

|  |           |                                |
|  | Marcatori | 26’ Toprak 62’ (rig.) Kießling |

| Arbitro: | Kircher |

|                     |           |                          |
| Balitsch 22’ (aut.) | Marcatori | 57’ Mak 64’ Plattenhardt |

| Arbitro: | Winkmann |

|                                    |           |                    |
| Nilsson 61’ Polter 81’ Pekhart 88’ | Marcatori | 37’, 89’ De Bruyne |

### Coppa di Germania
| Arbitro: | Kempter |

|                                        |           |                    |
| Beismann 13’ Posipal 59’ Vucinovic 97’ | Marcatori | 7’ Esswein 80’ Mak |

## Statistiche

### Statistiche di squadra
| Competizione      | Punti | In casa | In casa | In casa | In casa | In casa | In casa | In trasferta | In trasferta | In trasferta | In trasferta | In trasferta | In trasferta | Totale | Totale | Totale | Totale | Totale | Totale | DR |
| Competizione      | Punti | G       | V       | N       | P       | Gf      | Gs      | G            | V            | N            | P            | Gf           | Gs           | G      | V      | N      | P      | Gf     | Gs     | DR |
| ----------------- | ----- | ------- | ------- | ------- | ------- | ------- | ------- | ------------ | ------------ | ------------ | ------------ | ------------ | ------------ | ------ | ------ | ------ | ------ | ------ | ------ | -- |
| Bundesliga        | 44    | 17      | 7       | 6       | 4       | 24      | 19      | 17           | 4            | 5            | 8            | 15           | 28           | 34     | 11     | 11     | 12     | 39     | 47     | -8 |
| Coppa di Germania | -     | 0       | 0       | 0       | 0       | 0       | 0       | 1            | 0            | 0            | 1            | 2            | 3            | 1      | 0      | 0      | 1      | 2      | 3      | -1 |
| Totale            | -     | 17      | 7       | 6       | 4       | 24      | 19      | 18           | 4            | 5            | 9            | 17           | 31           | 35     | 11     | 11     | 13     | 41     | 50     | -9 |

### Andamento in campionato
| Giornata  | 1 | 2 | 3 | 4 | 5 | 6  | 7  | 8  | 9  | 10 | 11 | 12 | 13 | 14 | 15 | 16 | 17 | 18 | 19 | 20 | 21 | 22 | 23 | 24 | 25 | 26 | 27 | 28 | 29 | 30 | 31 | 32 | 33 | 34 |
| --------- | - | - | - | - | - | -- | -- | -- | -- | -- | -- | -- | -- | -- | -- | -- | -- | -- | -- | -- | -- | -- | -- | -- | -- | -- | -- | -- | -- | -- | -- | -- | -- | -- |
| Luogo     | T | C | T | C | T | C  | T  | C  | T  | C  | T  | C  | T  | C  | T  | C  | T  | C  | T  | C  | T  | C  | T  | C  | T  | C  | T  | C  | T  | C  | T  | C  | T  | C  |
| Risultato | V | N | V | P | P | P  | P  | N  | P  | V  | P  | N  | N  | V  | P  | V  | N  | N  | P  | V  | N  | N  | N  | N  | V  | V  | N  | V  | P  | P  | P  | P  | V  | V  |
| Posizione | 6 | 7 | 6 | 6 | 9 | 12 | 14 | 15 | 15 | 14 | 15 | 15 | 15 | 13 | 14 | 13 | 14 | 15 | 15 | 14 | 13 | 14 | 14 | 13 | 11 | 11 | 11 | 10 | 11 | 12 | 13 | 13 | 13 | 10 |

Legenda:

Luogo: C = Casa; T = Trasferta. Risultato: V = Vittoria; N = Pareggio; P = Sconfitta.

### Statistiche dei giocatori
| Giocatore       | Bundesliga | Bundesliga | Bundesliga  | Bundesliga | Coppa di Germania | Coppa di Germania | Coppa di Germania | Coppa di Germania | Totale   | Totale | Totale      | Totale     |
| Giocatore       | Presenze   | Reti       | Ammonizioni | Espulsioni | Presenze          | Reti              | Ammonizioni       | Espulsioni        | Presenze | Reti   | Ammonizioni | Espulsioni |
| --------------- | ---------- | ---------- | ----------- | ---------- | ----------------- | ----------------- | ----------------- | ----------------- | -------- | ------ | ----------- | ---------- |
| M. Nawe         | -          | -          | -           | -          | -                 | -                 | -                 | -                 | -        | -      | -           | -          |
| P. Rakovsky     | 4          | 0          | 0           | 0          | -                 | -                 | -                 | -                 | 4        | 0      | 0           | 0          |
| R. Schäfer      | 31         | 0          | 1           | 0          | 1                 | 0                 | 0                 | 0                 | 32       | 0      | 1           | 0          |
| A. Stephan      | -          | -          | -           | -          | -                 | -                 | -                 | -                 | -        | -      | -           | -          |
| B. Uphoff       | -          | -          | -           | -          | -                 | -                 | -                 | -                 | -        | -      | -           | -          |
| T. Chandler     | 30         | 1          | 5           | 0          | 1                 | 0                 | 0                 | 0                 | 31       | 1      | 5           | 0          |
| B. Dabanlı      | 8          | 0          | 1           | 0          | -                 | -                 | -                 | -                 | 8        | 0      | 1           | 0          |
| A. Hloušek      | -          | -          | -           | -          | -                 | -                 | -                 | -                 | -        | -      | -           | -          |
| T. Klose        | 32         | 2          | 5           | 0          | 1                 | 0                 | 0                 | 0                 | 33       | 2      | 5           | 0          |
| N. Korczowski   | 3          | 0          | 0           | 0          | -                 | -                 | -                 | -                 | 3        | 0      | 0           | 0          |
| M. António      | 1          | 0          | 0           | 0          | 1                 | 0                 | 0                 | 0                 | 2        | 0      | 0           | 0          |
| P. Nilsson      | 29         | 6          | 5           | 0          | -                 | -                 | -                 | -                 | 29       | 6      | 5           | 0          |
| J. Pinola       | 28         | 0          | 10          | 0          | 1                 | 0                 | 1                 | 0                 | 29       | 0      | 11          | 0          |
| M. Plattenhardt | 14         | 1          | 3           | 0          | -                 | -                 | -                 | -                 | 14       | 1      | 3           | 0          |
| H. Balitsch     | 33         | 1          | 8           | 0          | 1                 | 0                 | 0                 | 0                 | 34       | 1      | 8           | 0          |
| M. Feulner      | 23         | 4          | 3           | 1          | -                 | -                 | -                 | -                 | 23       | 4      | 3           | 1          |
| M. Frantz       | 27         | 1          | 3           | 0          | 1                 | 0                 | 0                 | 0                 | 28       | 1      | 3           | 0          |
| S. Gärtner      | -          | -          | -           | -          | -                 | -                 | -                 | -                 | -        | -      | -           | -          |
| T. Gebhart      | 18         | 2          | 3           | 1          | 1                 | 0                 | 0                 | 0                 | 19       | 2      | 3           | 1          |
| M. Ildiz        | 5          | 0          | 0           | 0          | -                 | -                 | -                 | -                 | 5        | 0      | 0           | 0          |
| M. Kanazaki     | 4          | 0          | 1           | 0          | -                 | -                 | -                 | -                 | 4        | 0      | 1           | 0          |
| H. Kiyotake     | 31         | 4          | 2           | 0          | 1                 | 0                 | 0                 | 0                 | 32       | 4      | 2           | 0          |
| M. Mendler      | 3          | 0          | 1           | 0          | -                 | -                 | -                 | -                 | 3        | 0      | 1           | 0          |
| T. Simons       | 34         | 5          | 4           | 0          | 1                 | 0                 | 0                 | 0                 | 35       | 5      | 4           | 0          |
| N. Stark        | 3          | 0          | 0           | 0          | -                 | -                 | -                 | -                 | 3        | 0      | 0           | 0          |
| A. Esswein      | 27         | 2          | 1           | 0          | 1                 | 1                 | 1                 | 0                 | 28       | 3      | 2           | 0          |
| R. Mak          | 19         | 1          | 1           | 0          | 1                 | 1                 | 0                 | 0                 | 20       | 2      | 1           | 0          |
| R. Ngankam      | -          | -          | -           | -          | -                 | -                 | -                 | -                 | -        | -      | -           | -          |
| T. Pekhart      | 31         | 4          | 4           | 0          | 1                 | 0                 | 1                 | 0                 | 32       | 4      | 5           | 0          |
| S. Polter       | 26         | 5          | 6           | 0          | 1                 | 0                 | 0                 | 0                 | 27       | 5      | 6           | 0          |
| A. Cohen        | 9          | 0          | 1           | 0          | -                 | -                 | -                 | -                 | 9        | 0      | 1           | 0          |